# 秦逵
秦 逵（しん き、生年不詳 - 1392年）は、明初の官僚。字は文用。本貫は寧国府宣城県。

## 生涯
1385年（洪武18年）、進士に及第した。都察院に出仕し、囚徒の管理にあたって、その統制は適切であった。洪武帝に有能を認められて、工部侍郎に抜擢された。このころ営繕の事業は忙しく、工部尚書が欠員だったため、およそ造営の事務はみな秦逵が管轄した。かつて四方の工匠の徴発について議論され、3年を1班とし、交代で上京させ、3カ月で交代させる「輸班匠」という制度が考案されていたが、いまだ施行されていなかった。秦逵のときにいたって、工匠の出身地の遠近によって班割りし、工匠の籍を置き、勘合符で突き合わせ、時期がくれば現場に入れるよう手筈を整え、工匠の家の徭役を免除させた。秦逵はこれらを文書化して令とした。1389年（洪武22年）2月、工部尚書に進んだ。1390年（洪武23年）5月、沈溍と任を交代して兵部尚書に転じた。6月、工部尚書にもどされた。洪武帝は学校を国の後継人材を育成するものとみなしていたが、士子の巾服が胥吏と変わりないものであったことから、これを変更したいと考えた。そこで秦逵に命じて巾服の制式を考案させることにした。3回の改案を経て、その制式が始めて定められ、監生に藍衫と組み紐1着ずつが与えられた。明代の士子の衣冠は、秦逵から創始されたものという。1392年（洪武25年）9月、秦逵は自殺した。